# Petra (Sicilia)
Petra (en griego, Πέτρα) fue una antigua ciudad de Sicilia.
La ciudad aparece atestiguada por testimonios numismáticos pertenecientes al siglo IV a. C. Se conservan monedas que se han atribuido a Petra del mencionado periodo donde aparece inscrita la leyenda «ΠΕΤΡΙΝΩΝ».
Es también mencionada por Claudio Ptolomeo y sus habitantes, los petrinos, los citan Diodoro Sículo y Plinio el Viejo.
Se desconoce su localización exacta.